# Estática comparativa

En este gráfico, la estática comparativa muestra que un aumento de la demanda provoca un aumento de precio y de cantidad. La comparación de dos estados de equilibrio, de estática comparativa no describe cómo los aumentos ocurren.

En economía, la estática comparativa es la comparación de dos resultados económicos diferentes, antes y después de un cambio en algún parámetro exógeno subyacente. 
Como un estudio de la estática que compara dos diferentes estados de equilibrio, después de que el proceso de ajuste (si lo hay). No es estudiar el movimiento hacia el equilibrio, ni el proceso de cambio en sí.
Estática comparativa se utiliza comúnmente para estudiar los cambios en la oferta y la demanda en el análisis de un solo mercado, y para estudiar los cambios en la política monetaria o la política fiscal en el análisis de la totalidad económica. "Estática comparativa" el término en sí es más comúnmente utilizado en relación con la microeconomía (incluyendo el equilibrio general de análisis) que a la macroeconomía . Estática comparativa fue formalizada por John Hicks (1939) y Paul A. Samuelson (1947) (Kehoe, 1987, p. 517), pero se presentan de forma gráfica a partir de por lo menos la década de 1870.
Para los modelos de equilibrio estable se usan las tasas de cambio, como en el modelo neoclásico de crecimiento , comparando la parte dinámica que es la contraparte de la estática comparativa (Eatwell, 1987).

## Aproximación lineal
Los resultados de estática comparativa  se derivan generalmente mediante el teorema de la función implícita para calcular una aproximación lineal para el sistema de ecuaciones que define el equilibrio, bajo el supuesto de que el equilibrio es estable. Es decir, si tenemos en cuenta un cambio suficientemente pequeño  en algún parámetro exógeno, podemos calcular cómo cada variable endógena cambia  usando solamente las primeras derivadas de los términos que aparecen en las ecuaciones de equilibrio.
Por ejemplo, supongamos que el valor de equilibrio de alguna variable endógena x se determina por la siguiente ecuación: 
{\displaystyle f(x,a)=0\,}
donde {\displaystyle a} es un parámetro exógeno. Entonces, a una aproximación de primer orden, el cambio en la {\displaystyle x} causada por un pequeño cambio en  {\displaystyle a} debe satisfacer:
{\displaystyle B{\text{d}}x+C{\text{d}}a=0\,}